# Zhang Xinyue
Zhang Xinyue (en chino: 张馨月; 5 de mayo de 1993) es una deportista china que compitió en remo.
Ganó una medalla de plata en el Campeonato Mundial de Remo de 2014, en la prueba de cuatro scull. Participó en los Juegos Olímpicos de Río de Janeiro 2016, ocupando el sexto lugar en la misma prueba.

## Palmarés internacional
| Campeonato Mundial | Campeonato Mundial       | Campeonato Mundial | Campeonato Mundial |
| Año                | Lugar                    | Medalla            | Prueba             |
| ------------------ | ------------------------ | ------------------ | ------------------ |
| 2014               | Ámsterdam (Países Bajos) | Medalla de plata   | Cuatro scull       |